# Kostel Panny Marie (Castell i Platja d'Aro)
Kostel Panny Marie, katalánsky Santa Maria de Castell d'Aro, je stavba v obci Castell i Platja d'Aro. Je katalánskou kulturní památkou lokálního významu (IPAC 6992).

## Popis
Pozdně gotický kostel s barokní fasádou má loď s bočními kaplemi a polygonální závěr. V západním průčelí je kamenný portál s pilastry a falešnými hlavicemi a na nadpraží je orámovaná nika. Na jižní straně kostela stojí zvonice s čtvercovým půdorysem. Na stejné straně byla přistavěna sakristie (1765).
Původ budovy sahá až do 16.–17. století a fasáda, typický příklad jednoduchého místního baroka, do druhé poloviny 18. století. Celá stavba je z kamene z okolí.
První kostel byl vysvěcen v roce 1018 – do roku 1691 se neobjevuje jako samostatná farnost. Pozůstatky první budovy se nezachovaly.